# سانتياغو سنكلير
سانتياغو سنكلير (بالإسبانية: Santiago Sinclair Oyaneder)‏ هو موظف مدني تشيلي، ولد في 29 ديسمبر 1927 في سانتياغو في تشيلي.